# Vlaanderen in Actie

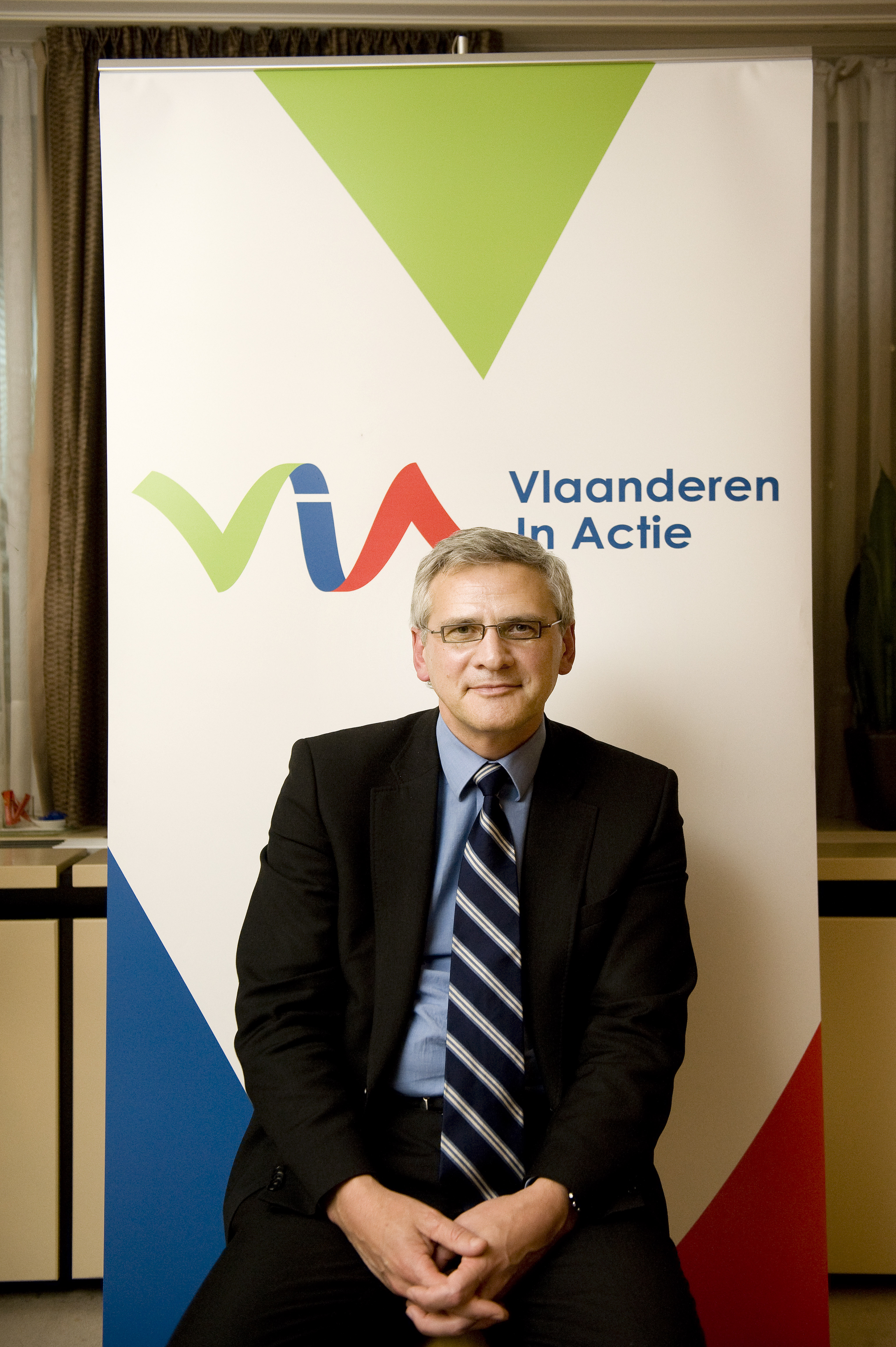
Kris Peeters als een van de promotoren van Vlaanderen in Actie

Vlaanderen in Actie is een sociaal-economisch businessplan van de Vlaamse Regering dat in juli 2006 door toenmalig minister-president Yves Leterme werd opgestart. Het plan wil tot een strategisch gekozen concentratie van acties leiden. Ook wil het een systematische toetsing van initiatieven en hun vooruitgang bewerkstelligen. De bedoeling is om de Vlaamse ambitie een sterke positie te midden van de andere Europese regio's te laten innemen.
In januari 2015 werd onder de regering-Bourgeois afgestapt van de naam "Vlaanderen in Actie" en werd het ondergebracht in het "gewone" langetermijnbeleid van de Vlaamse Regering.

## Evolutie
Bij de start van het programma werden captains of society, ondernemers, bedrijfsleiders, academici, overheidsmanagers, politici, verantwoordelijken van allerhande gemeenschapsdomeinen, bedrijven, kennisinstellingen en overheden in een forum samengebracht teneinde de Lissabonstrategie en in Vlaanderen tegen 2010 het Pact van Vilvoorde te realiseren.
In december 2007 richtte men bij een tweede forum, voorgezeten door zakenman en baron Paul Buysse, de blik op 2020, met in 2008 vooreerst een nadruk op fundamentele omwentelingen, doorbraken, die in een bepaalde blokkerende situatie een significante wijziging (van minstens 25 procent) konden teweegbrengen in de voor die omgeving relevante meetstaten. Deze werden in grootse ateliers met 200 of meer deelnemers geformuleerd rond vijf thema's: Talent op 16 mei 2008 in Leuven, Logistiek en Mobiliteit op 3 juli 2008 in Antwerpen, Internationalisering op 11 september 2008 in Brugge, Innovatie op 4 november 2008 in Gent en Solidariteit tegen armoede en sociale uitsluiting op 27 april 2009 in Neder-Over-Heembeek.
In 2009 formuleerde men de doorbraken in een pact, het Pact 2020, dat op 20 januari 2009 werd ondertekend door de ViA-partners, overheid en meer dan 100 partnerorganisaties. Het plan werd ook opgenomen in het regeerakkoord Een daadkrachtig Vlaanderen in beslissende tijden van de Regering-Peeters II die op 9 juli 2009 werd gevormd.
De indicatoren van vooruitgang worden regelmatig gemonitord, in die mate dat voor 337 sleutelprojecten de Vlaamse overheid tweemaal per jaar de relevante parameters opmeet en publiceert.
Ook de Europese strategie evolueerde, en in 2010 werd de horizon van de strategie van Lissabon die slechts tot dat jaar liep, geactualiseerd door de EU 2020-strategie.
In 2011 werd aanvullend aan de doorbraken de nood erkend dat sommige wijzigingen middels een meer diepgaande transitie tegen 2050 gerealiseerd zullen moeten worden. Hierbij wordt niet de verbetering van bestaande systemen nagestreefd, maar de acties nodig om sommige systemen te vervangen door betere alternatieven. Dertien grote maatschappelijke uitdagingen komen hiervoor in aanmerking.

## Raad van Wijzen
Het strategisch plan wordt te allen tijde bewaakt door een onafhankelijke commissie van experts, de Raad van Wijzen, voorgezeten door ondernemers of academici. Initieel werd de onderneemster Mimi Lamote met deze opdracht belast. In oktober 2007 werd zij opgevolgd door ondernemer Karel Vinck. In januari 2010 werd de academicus Koen Geens voorgedragen door Kris Peeters, Geens was niet lang daarvoor actief geweest als kabinetschef van Peeters. Toen voorzitter Koen Geens in de Belgische federale regering-Di Rupo de portefeuille van minister van Financiën opnam werd hij in april 2013 opgevolgd door academicus Koenraad Debackere.

## Kritiek
Het actieplan kan binnen de Vlaamse politiek regelmatig rekenen op kritiek. Reeds bij de aanvang in juli 2006 moest Yves Leterme zich verdedigen tegen de kritiek van de oppositie dat er niets nieuws in het plan stond en dat het, volgens Vlaams Belang-fractieleider Filip Dewinter "vooral een inventaris van de voorstellen en plannen uit het regeerakkoord" was. In februari 2011 was sp.a-minister Ingrid Lieten bijzonder expliciet in de kritiek op Vlaanderen in Actie, volgens haar geen sterk merk en een actieplan exclusief van CD&V en Kris Peeters, waarbij ze haar collega-ministers omschreef als "uit teflon en beton opgetrokken gevoelloze karikaturen", maar ook Vlaams Parlementsvoorzitter Jan Peumans stelde dat het plan niet aansloeg, niet gekend was en onevenredig veel geld kostte. In februari 2013 stelde Groen-fractieleidster Elisabeth Meuleman in het parlement dat "VIA oogt mooi, maar werkt niet. U moet het niet nog eens opwarmen. VIA is een opgewarmd lijk dat begint te stinken."